# Кеничи Уемура
Кеничи Уемура (јап. 上村 健一; 22. април 1974) бивши је јапански фудбалер.

## Каријера
Током каријере је играо за Санфрече Хирошима, Серезо Осака, Токио Верди и многе друге клубове.

## Репрезентација
За репрезентацију Јапана дебитовао је 2001. године. За тај тим је одиграо 4 утакмице.

## Статистика
| Јапан  | Јапан   | Јапан  |
| Година | Наступи | Голови |
| ------ | ------- | ------ |
| 2001.  | 4       | 0      |
| Укупно | 4       | 0      |